# BR Heimat
A BR Heimat é uma estação de rádio pública alemã de propriedade e operada pela Bayerischer Rundfunk. Transmite música folclórica bávara e documentários sobre tradição e cultura.